# Sakuma Morishige
Pour les articles homonymes, voir Morishige (homonymie).
Sakuma Morishige est un nom japonais traditionnel ; le nom de famille (ou le nom d'école), Sakuma, précède donc le prénom (ou le nom d'artiste).
Sakuma Morishige (佐久間盛重), mort le 11 juin 1560, est un samouraï au service du shogun Oda Nobunaga, durant l'époque Sengoku de l'histoire du Japon.
En 1560, durant l'invasion par le clan Imagawa de la province d'Owari (qui mène à la bataille d'Okehazama), Moroshige est choisi pour commander les troupes qui défendent le château Marune à la limite de la frontière de la province. La forteresse est attaquée par Tokugawa Ieyasu (qui à l'époque s'appelle Matsudaira Motoyasu). Au cours de la bataille, connue sous le nom « siège de Marune », Moroshige semble avoir été tué par un coup de feu reçu d'une arquebuse, d'autres sources indiquent que lors d'une sortie, Morishige affronta Ieyasu en duel et fut ainsi occis, dans la boue et la pluie du champ de bataille.